# Lucas Franciscus Britzel

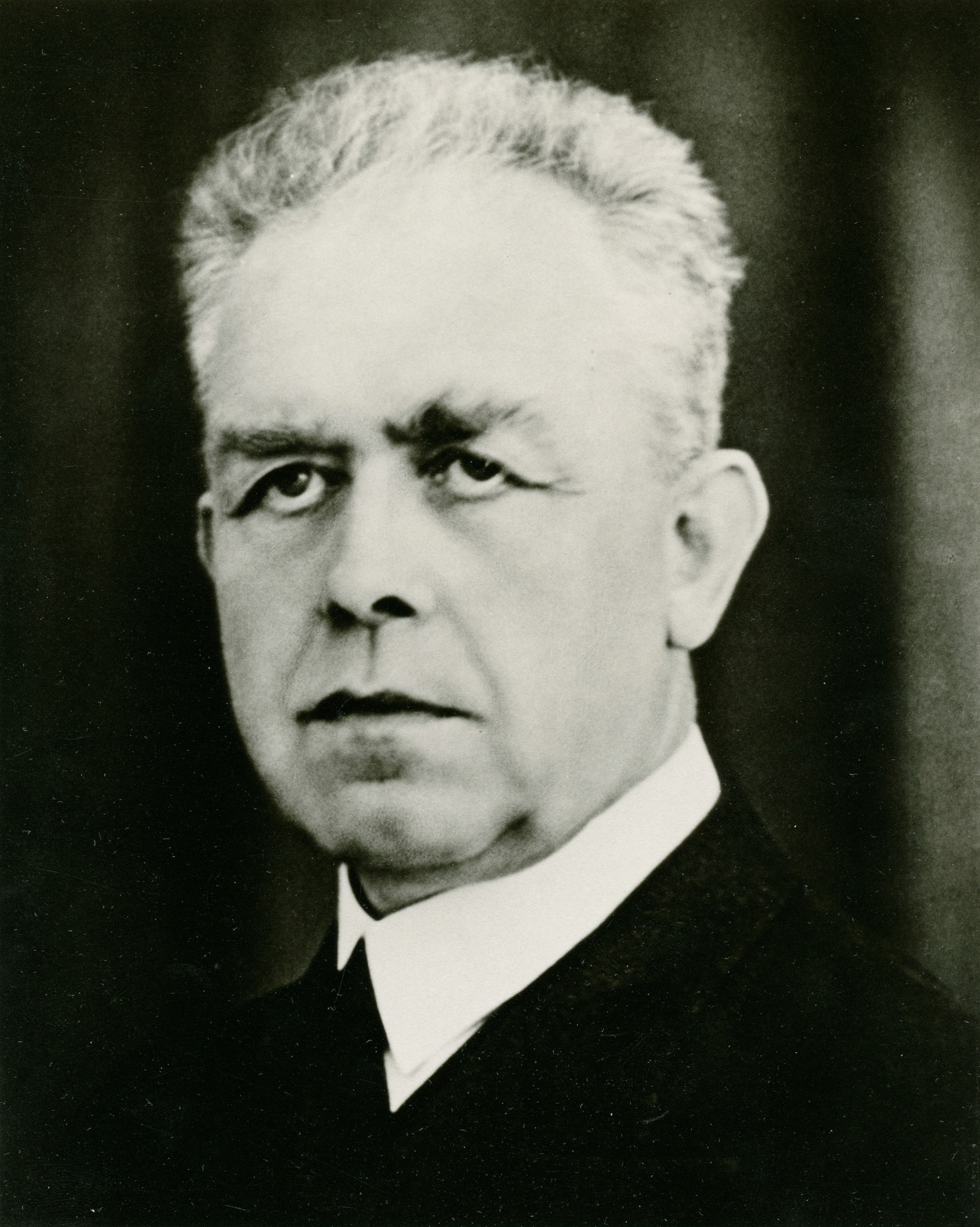
L.F. Britzel

Lucas Franciscus Britzel (Makkum, 21 juli 1885 — Usquert, 4 maart 1942) was een Nederlands agrariër  en bestuurder. 
Britzel was al voorzitter van de Groninger Zuivelbond toen hij voorzitter van de landelijke zuivelbond FNZ (Federatieve Nederlandsche Zuivelbonden) werd. In 1937 volgde zijn benoeming tot burgemeester van Usquert. Bretzel werd in oktober 1938 benoemd tot officier in de Orde van Oranje-Nassau. Ook was hij officier in de Kroonorde van België.
Lucas Franciscus Britzel overleed op 56-jarige leeftijd in Usquert, en ligt begraven op de algemene begraafplaats in Usquert. Hij was de kleinzoon van Lucas Britzel, burgemeester van Wonseradeel.